# Thomas Mann (színművész)
Thomas Mann (Portland, 1991. szeptember 27. –) amerikai színész. 
Első ismertebb alakítása Thomas Kub karaktere volt a 2012-es Project X – A buli elszabadul című filmben. 2013-ban a Boszorkányvadászok és a Lenyűgöző teremtmények című filmekben kapott jelentős szerepeket.

## Élete
1991-ben született az Oregon állambeli Portlandben, de kétéves korától Texasban, Dallasban élt. Ötévesen elkezdett sporttal foglalkozni, de ma már csak hobbi szinten űzi. A gimnáziumban jéghokizott, mai kedvence pedig a gördeszkázás.

## Színészi pályafutása
Legelőször 2009-ben szerepelt az iCarly és A semmi közepén című sorozatokban. 2010-ben kapta meg első filmes szerepét a Nyomás alatt című vígjáték-drámában, ahol Emma Roberts és Zach Galifianakis színészekkel játszott együtt.
Ezután jött a nagysikerű Project X – A buli elszabadul (2012), amelyben ő alakította a főszereplőt, a Thomas Kub nevű nem túl népszerű gimnazistát, aki két legjobb barátjával megrendezi minden idők legvadabb és majdnem katasztrofális véget érő buliját. Szintén ebben az évben főszerepet játszott a Nickelodeon Zakkant Halloween című filmvígjátékában, Victoria Justice színésznő mellett. 
2013-ban két filmben is jelentős szerepe volt: A Jancsi és Juliska Boszorkányvadászok című horrorváltozatában Ben szerepét kapta meg, aki megszállott rajongója a boszorkányvadászatnak és később ő is azzá válik. A Lenyűgöző teremtmények című fantasyfilmben Wesley „Link” Lincolnt alakítja, aki a főszereplő legjobb barátja, ám egy „Igéző” elcsábítja és varázslattal ráveszi, hogy ölje meg őt. A film egy négyrészes könyvnek az első részét foglalja össze. 
2019-ben a Susi és Tekergő (2019) című filmben vállalt szereplést.

## Filmográfia

### Film
| Év   | Magyar cím                            | Eredeti cím                      | Szerep                     | Magyar hang     |
| ---- | ------------------------------------- | -------------------------------- | -------------------------- | --------------- |
| 2010 | Nyomás alatt                          | It's Kind of a Funny Story       | Aaron Fitzcarraldo         | Berkes Bence    |
| 2012 | Project X – A buli elszabadul         | Project X                        | Thomas Kub                 | Morvay Gábor    |
| 2012 | Zakkant Halloween                     | Fun Size                         | Roosevelt Leroux           | Baráth István   |
| 2013 | Boszorkányvadászok                    | Hansel and Gretel: Witch Hunters | Ben Wosser                 | Berkes Bence    |
| 2013 | Lenyűgöző teremtmények                | Beautiful Creatures              | Wesley "Link" Lincoln      | Baráth István   |
| 2013 | Menőkor                               | As Cool as I Am                  | Kenny Crauder              | Baradlay Viktor |
| 2013 | Menőkor                               | As Cool as I Am                  | Kenny Crauder              | Timon Barna     |
| 2014 | Üdv a világomban!                     | Welcome to Me                    | Rainer Ybarra              | Berkes Bence    |
| 2015 | Én, Earl és a csaj, aki meg fog halni | Me and Earl and the Dying Girl   | Greg Gaines                | Timon Barna     |
| 2015 | A stanfordi börtönkísérlet            | The Stanford Prison Experiment   | 416-os rab                 | Joó Gábor       |
| 2015 | Gyilkos gimi                          | Barely Lethal                    | Roger Marcus               | Timon Barna     |
| 2015 | Gyilkos gimi                          | Barely Lethal                    | Roger Marcus               | Baráth István   |
| 2015 |                                       | The Preppie Connection           | Tobias Hammel              |                 |
| 2015 |                                       | Memoria                          | Alex Dratch                |                 |
| 2016 | Az utolsó emberig                     | Blood Father                     | Jason                      | Csémy Balázs    |
| 2016 |                                       | Some Freaks                      | Matt                       |                 |
| 2016 | Lángoló agy                           | Brain on Fire                    | Stephen                    | Baráth István   |
| 2017 | Kong: Koponya-sziget                  | Kong: Skull Island               | Reg Slivko                 | Tasnádi Bence   |
| 2017 | Amityville: Az ébredés                | Amityville: The Awakening        | Terrence                   | Baráth István   |
| 2017 |                                       | Lean on Pete (törölt jelenet)    | Lonnie                     |                 |
| 2019 | Azok, kik követik                     | Them That Follow                 | August "Augie" Slaughter   | Baráth István   |
| 2019 | Útonállók                             | The Highwaymen                   | Ted Hinton seriffhelyettes |                 |
| 2019 | Susi és Tekergő                       | Lady and the Tramp               | Jim szívem                 | Fehér Tibor     |
| 2021 | Gyilkos Halloween                     | Halloween Kills                  | Frank Hawkins fiatalon     | Szatory Dávid   |

### Televízió
| Év   | Magyar cím        | Eredeti cím   | Szerep                 | Megjegyzések |
| ---- | ----------------- | ------------- | ---------------------- | ------------ |
| 2009 | iCarly            | iCarly        | Jeffery                | egy epizód   |
| 2009 | A semmi közepén   | The Middle    | Brendan                | egy epizód   |
| 2017 | Fargo             | Fargo         | Thaddeus Mobley        | egy epizód   |
| 2018 | Tömény történelem | Drunk History | William Stuart-Houston | egy epizód   |
| 2020 |                   | Moonbase 8    | Cooper                 | egy epizód   |